# Премия «Грэмми» за лучший прогрессивный R&B-альбом
Премия «Грэмми» за лучший прогрессивный R&B-альбом (англ. Grammy Award for Best Progressive R&B Album) с 2013 года присуждается Национальной академией искусства и науки звукозаписи за «художественные достижения, техническое мастерство и значительный вклад в развитие звукозаписи без учёта продаж альбома и его позиции в чартах». До 2020 года категория носила название «Лучший альбом в жанре современной городской музыки» (Best Urban Contemporary Album).
Данная номинация стала одной из трёх, впервые представленных на 55-й церемонии «Грэмми». Она была создана для «альбомов, содержащих не менее 51 % недавно записанных современных вокальных треков на основе R&B» и предназначена для «исполнителей, чья музыка включает в себя наиболее современные элементы R&B и может содержать элементы урбан-попа, урбан-европопа, урбан-рока и альтернативной урбан-музыки». В 2020 году академия решила полностью отказаться от употребления термина urban (с англ. — «городской»), поэтому категория была переименована и пересмотрена. Согласно обновлённым правилам в номинируемых альбомах могли быть использованы сэмплы и элементы хип-хопа, рэпа, танцевальной и электронной музыки, а также задействованы способы обработки песен, характерные для попа, европопа, кантри, рока, фолка и альтернативны.
Первым лауреатом в этой категории стал Фрэнк Оушен, награждённый за свою дебютную запись Channel Orange. Лидерами по количеству побед являются The Weeknd и Бейонсе (в том числе в составе дуэта The Carters) — оба выиграли по две статуэтки. По количеству номинаций лидируют Бейонсе, Стив Лейси, Террас Мартин и Мигель, каждый из которых был выдвинут трижды.

## Список лауреатов
| Год[I] | Лауреат(ы) | Страна   | Альбом                    | Номинанты | Прим.  |
| ------ | --- | -------- | ------------------------- | --- | ------ |
| 2025   | AverySunshine | США      | So Glad to Know You       | - Durand Bernarr — En Route - Childish Gambino — Bando Stone & the New World - Кейлани — Crash | [ 4 ]  |
| 2025   | NxWorries | США      | Why Lawd?                 | - Durand Bernarr — En Route - Childish Gambino — Bando Stone & the New World - Кейлани — Crash | [ 4 ]  |

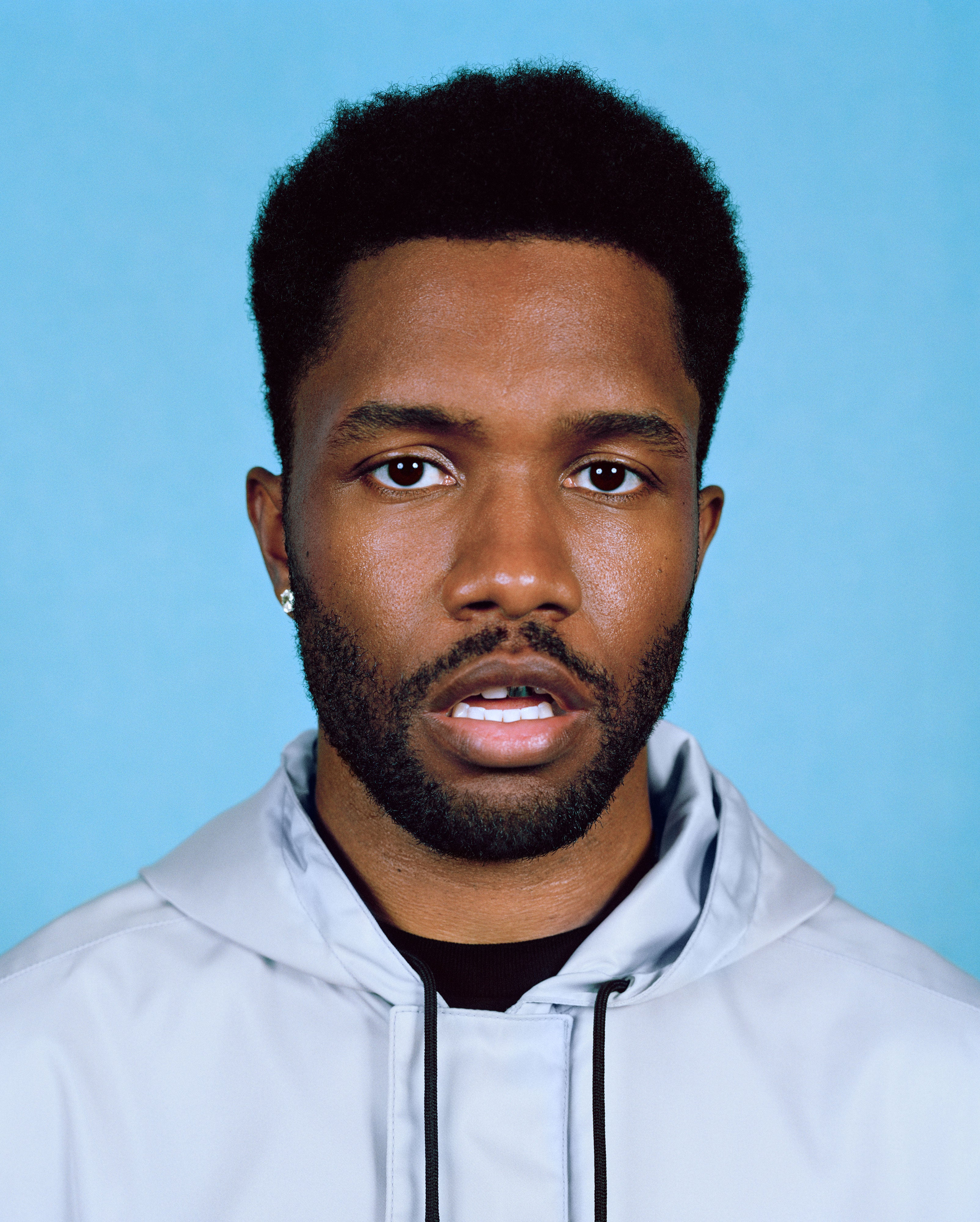
Первый победитель Фрэнк Оушен получил «Грэмми» за альбом Channel Orange

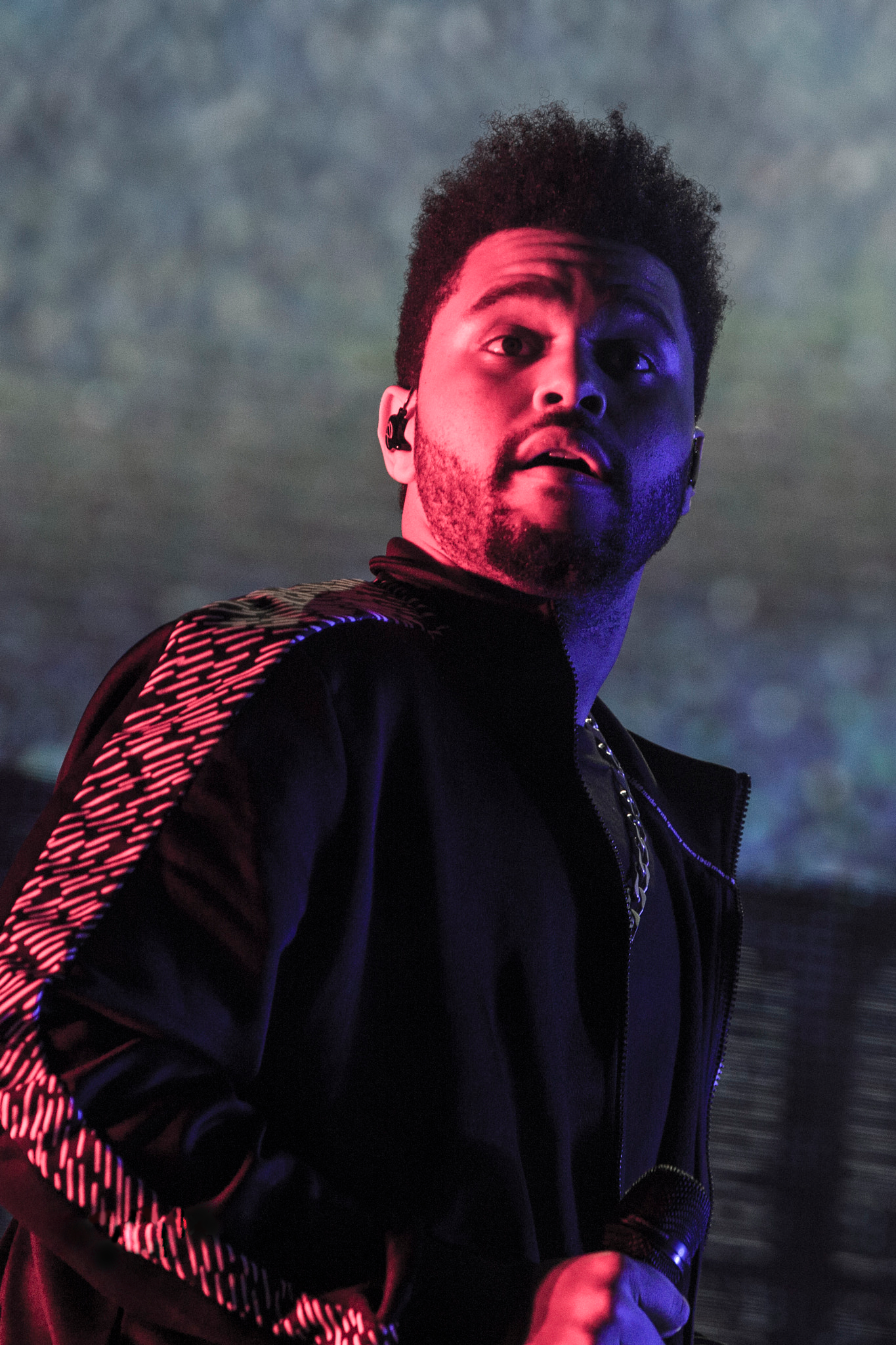
В 2018 году The Weeknd стал первым лауреатом, победившим во 2-й раз

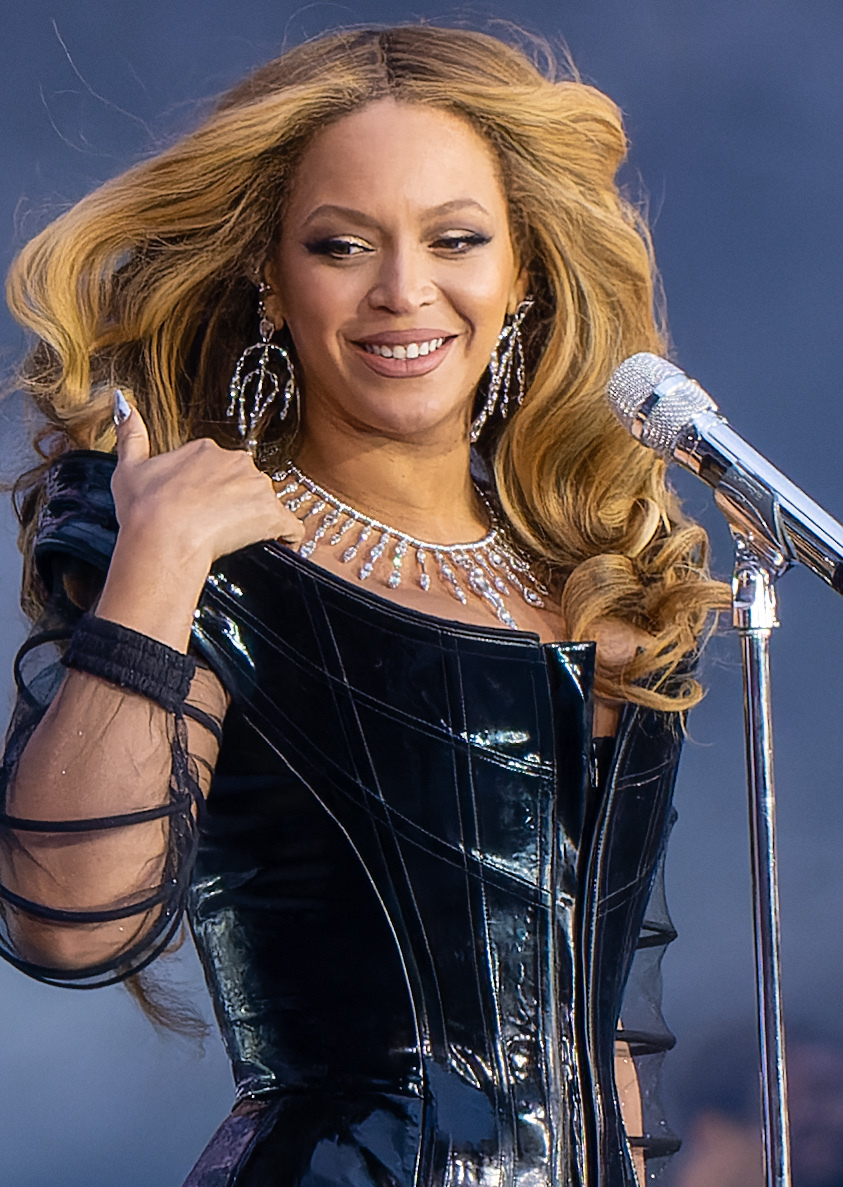
Бейонсе лидирует как по числу наград (2), так и номинаций (3)

| 2024   | SZA | США      | SOS                       | - Жанель Монэ — The Age of Pleasure - Террас Мартин и Джеймс Фонтлерой — Nova - Дидди — The Love Album: Off the Grid - 6lack — Since I Have a Lover                                                                            | [ 5 ]  |
| 2023   | Стив Лейси — продюсер: Стив Лейси; — звукоинженеры: Нил Поуг и Карл Вингейт.                                                   | США      | Gemini Rights             | - Tank and the Bangas — Red Balloon - Moonchild — Starfruit - Террас Мартин — Drones - Кори Генри — Operation Funk | [ 6 ]  |
| 2022   | Лаки Дэй — продюсер: Дернст «D'Mile» Эмиль; — звукоинженер: Джон Керси.                                                        | США      | Table for Two             | - Masego — Studying Abroad: Extended Stay - Террас Мартин, Роберт Гласпер, 9th Wonder и Камаси Вашингтон — Dinner Party: Dessert - Hiatus Kaiyote — Mood Valiant - Кори Генри — Something to Say - Эрик Беллинджер — New Light | [ 7 ]  |
| 2021   | Thundercat — продюсеры: Flying Lotus и Thundercat; — звукоинженеры: Daddy Kev и Flying Lotus.                                  | США      | It Is What It Is          | - Роберт Гласпер — Fuck Yo Feelings - Free Nationals — Free Nationals - Chloe x Halle — Ungodly Hour - Джене Айко — Chilombo                                                                                                   | [ 8 ]  |
| 2020   | Лиззо — продюсер: Рики Рид; — звукоинженеры: Мэнни Маррокин и Итан Шумейкер.                                                   | США      | Cuz I Love You (Deluxe)   | - Стив Лейси — Apollo XXI - Джорджия Энн Малдроу — Overload - Nao — Saturn - Джесси Рейес — Being Human in Public | [ 9 ]  |
| 2019   | The Carters — продюсеры: The Carters; — звукоинженеры: Гимел «Янг Гуру» Китон и Стюарт Уайт.                                   | США      | Everything Is Love        | - Мишель Ндегеочелло — Ventriloquism - Мигель — War & Leisure - Chris Dave and the Drumhedz — Chris Dave and the Drumhedz - Chloe x Halle — The Kids Are Alright                                                               | [ 10 ] |
| 2018   | The Weeknd — продюсеры: Circut, Док МакКинни и The Weeknd; — звукоинженеры: Сербан Генеа, Джон Ханс, Док МакКинни и Джош Смит. | Канада   | Starboy                   | - Халид — American Teen - SZA — Ctrl - 6lack — Free 6lack - Чайлдиш Гамбино — "Awaken, My Love!" | [ 11 ] |
| 2017   | Бейонсе — продюсер: Бейонсе; — звукоинженер: Стюарт Уайт.                                                                      | США      | Lemonade                  | - Gallant — Ology - KING — We Are King - Anderson .Paak — Malibu - Рианна — Anti | [ 11 ] |
| 2016   | The Weeknd — продюсеры: Illangelo и The Weeknd.                                                                                | Канада   | Beauty Behind the Madness | - Лианн Ла Хавас — Blood - Мигель — Wildheart - Kehlani — You Should Be Here - The Internet — Ego Death | [ 11 ] |
| 2015   | Фаррелл Уильямс — продюсер: Фаррелл Уильямс; — звукоинженеры: Эндрю Колман, Мик Газааски и Майк Ларсон.                        | США      | G I R L                   | - Бейонсе — Beyoncé - Крис Браун — X - Дженей Айко — Sail Out - Мали Мьюзик — Mali Is... | [ 11 ] |
| 2014   | Рианна — продюсер: Кук Харрелл; — звукоинженеры: Кук Харрелл и Маркус Товар.                                                   | Барбадос | Unapologetic              | - Мэк Уайлдз — New York: A Love Story - Тэймар Брэкстон — Love and War - Фантазия — Side Effects of You - Salaam Remi — One: In the Chamber                                                                                    | [ 11 ] |
| 2013   | Фрэнк Оушен — продюсеры: Ом’Мас Кит и Фрэнк Оушен; — звукоинженеры: Джефф Эллис и Фрэнк Оушен.                                 | США      | Channel Orange            | - Мигель — Kaleidoscope Dream - Крис Браун — Fortune | [ 11 ] |

↑  Ссылка на церемонию «Грэмми», прошедшую в этом году.